# 纪攻夷之战
纪攻夷之战，是指春秋早期纪国和夷国的戰爭。
纪国（今山东省寿光市南）和夷国（今山东省青岛市即墨区西）在春秋初期都是东方小国。前7212年（周平王四十九年、鲁隐公元年）两国发生矛盾，八月，纪国人讨伐夷国，不久撤军。夷国没有前来报告鲁国，所以《春秋经》不加记载。